# Архіпелаг особливого призначення
«Архіпела́г особли́вого призна́чення» — збірка історичних нарисів і статей українського письменника Сергія Шевченка.

## Зміст
В основі творів — розсекречені архівні документи спецслужб України і Російської Федерації, матеріали музейних фондів та приватних колекцій. Видання ілюстроване фотознімками Соловків, Карелії, інших місць, де функціонували установи ГУЛАГу.
Перша частина книжки має назву  — «Пам'ять Соловків». Архіпелаг особливого призначення — це, на думку автора, і біломорські острови, які в'язні називали «Радянським Союзом у мініатюрі», і сам СРСР, що був комуністичним архіпелагом планетарного виміру. І якщо світова історія, за висловом Гейне, «лежить під кожним надгробком», то історія СРСР — ще й у численних розстрільних ямах… Свідчення цього — долі Мирослава Ірчана, Ґео Шкурупія, Василя Вражливого-Штанька, Матвія Яворського, Михайла Полоза, Ничипора Миколенка, Миколи Зайця та деяких інших знаних діячів українського «розстріляного відродження». Автор розкриває невідомі сторінки біографій деяких фігурантів сфабрикованої чекістами справи 1930-х років «Весна», розповідає про поїздки в 1990-х і 2000-х роках українських прочан до меморіалів жертвам репресій, створеним у Карелії (урочище Сандармох) та на Соловках.
Друга частина книжки — «Мозаїка червоної епохи» — це штрихи до портрета СРСР: трагічні сторінки епопеї будівництва Біломорканалу, Голодомор-геноцид 1932—1933 років, таємниці скарбів Києво-Печерської лаври, розповіді про радянських розвідників Павла Макарова і Миколу Кузнецова, Кучино — останній заповідник ГУЛАГу. З подій недалекого минулого — Чорнобильська катастрофа очима КГБ.
Як член редколегії 3-томника «Остання адреса: до 60-річчя соловецької трагедії» (1997—1999) автор «Архіпелагу…» очолював експедиції, що віднайшли в архівах ФСБ РФ унікальні документи про політв'язнів-українців, надрукував про них низку газетних статей — це все стало частиною творчого доробку, який переріс у книжки.
Більша частина тиражу збірника «Архіпелаг особливого призначення» надійшла до мережі публічних бібліотек як соціально значуще видання. Ця книжка логічно продовжує творчий проєкт 2001 року — збірник публіцистики «Українські Соловки», виданий у співавторстві з істориком Дмитром Вєдєнєєвим. За серію статей, покладених в основу «Українських Соловків», секретаріат Національної спілки журналістів України визнав Сергія Шевченка переможцем у конкурсі професійної майстерності в номінації «Журналістська акція» (постанова секретаріату НСЖУ від 14.05.2004).

## Рецензії та відгуки
- В первой части «Архипелага…» речь идет о лагерях на Севере России, месте массовых расстрелов — урочище Сандормох в Карелии, судьбах украинских политузников-соловчан…

В сборнике помещены статьи о провокаторе Антоне Биленьком-Березинском, о трагических судьбах фигурантов дела 1930-х годов «Весна», о паломничестве украинцев в Карелию и на Соловки в наше время, а также интервью с Николаем Малышко — соавтором установленного в урочище Сандормох Казацкого креста «Убиенным сынам Украины» (рос.).

## Анотації
«Під час нічного обшуку в оселі Гео Шкурупія на вулиці Короленка, 51, було вилучено чужу записку: „Сьогодні я сяду на бюст Сталіна (Сосо Джугашвілі). Ол. Влизько“. На допиті підслідний пояснив, що папірця написав глухуватий письменник Влизько, який колись в Одесі напідпитку сів на бюст Леніна. Слідчий долучив до кримінальної справи цю „записку-памфлет на т. Сталіна“ як „документ, що характеризує Шкурупія“ (вчасно, мовляв, не заявив про „контрреволюційну витівку“ і зберігав записку „мерзенного контрреволюційного змісту“).
Долучили до справи й витяг з листа, надісланого Шкурупієм до Німеччини (автор пропонував редакції берлінської газети надрукувати його оповідання „У долині річки Іро“). Підшили, вклавши до конвертика, і знайдений сином письменника чужий партквиток на прізвище якогось Бродського (розшукати власника цього документа слідчому нібито не вдалося).
Решта звинувачень — голослівні, наклепницькі заяви „сознавшегося“ Олекси Влизька і провокатора Антона Біленького-Березинського (того і того згодом засудять і розстріляють). Останній давав розлогі брехливі показання, „приписав“ Гео Шкурупія, з яким лише раз бачився, до міфічної київської терористської групи (Косинка, Влизько, Микола Любченко, Шкурупій). Спільно із двома такими ж осередками у Харкові київська група нібито готувала напад на урядову трибуну під час урочистостей. Об'єкти теракту — Павло Постишев і шеф НКВД Всеволод Балицький…»

## Нагороди
За збірник «Архіпелаг особливого призначення» його автора відзначено Премією імені Івана Франка у галузі інформаційної діяльності (2007).